# Diepoldsau
Diepoldsau est une commune suisse du canton de Saint-Gall, située dans la circonscription électorale de Rheintal.

## Histoire
Diepoldsau est mentionné pour la première fois en 891 sous le nom de Thiotpoldesouua.  
C'était un des point de passage des Juifs fuyant l'Allemagne nazie vers la région de Saint-Gall en Suisse.  
En 1938, un camp de réfugiés est installé dans une ancienne usine de broderie. Il était supervisé par la Croix-Rouge suisse et financé par la communauté juive de Saint-Gall. Cette mesure était conforme à la politique suisse selon laquelle les communautés religieuses étaient financièrement responsables des réfugiés de leur confession, ce qui a mis une pression énorme sur les communautés juives, relativement petites. Le gouvernement fédéral suisse n'a pas contribué. Les réfugiés n'étaient pas autorisés à chercher du travail et étaient soumis à des contrôles de police et à des mesures restrictives.

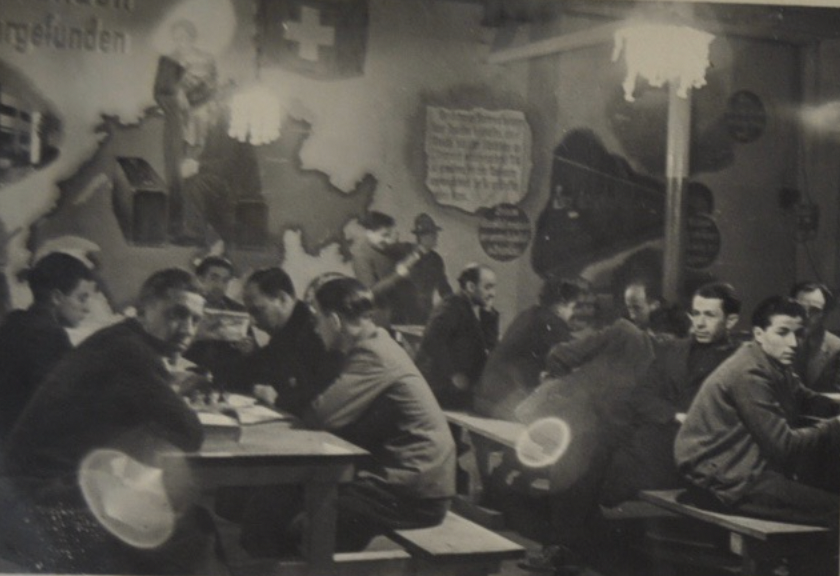
Salle de jour dans le camp d'accueil de Diepoldsau en 1938, tirée de l'album photo de Leo(n) Sternbach, dans la collection du Musée juif de Suisse.

Photo aérienne (1949).